# Wojgiany
Wojgiany (biał. Вайганы; ros. Войганы) – wieś na Białorusi, w obwodzie mińskim, w rejonie wołożyńskim, w sielsowiecie Wiszniew.
Znajduje się tu przystanek kolejowy Wojgiany, położony na linii Lida – Mołodeczno.

## Historia
W czasach zaborów folwark szlachecki w gminie Holszany, w powiecie oszmiańskim, w guberni wileńskiej Imperium Rosyjskiego. W 1866 roku miała 1 dom i 26 mieszkańców, należała do Ruszczyców. W 1905 roku liczyła 30 mieszkańców, 649 dziesięcin, własność Ruszczyców.
W latach 1921–1945 folwark a następnie majątek leżał w Polsce, w województwie wileńskim, w powiecie oszmiańskim, w gminie Holszany.
W 1931 w 4 domach zamieszkiwało 57 osób.
Wierni należeli do parafii rzymskokatolickiej w Bohdanowie i prawosławnej w Michałowszczyźnie. Miejscowość podlegała pod Sąd Grodzki w Holszanach i Okręgowy w Wilnie; właściwy urząd pocztowy mieścił się w Bohdanowie.
Po II wojnie światowej w granicach Związku Sowieckiego. Od 1991 w niepodległej Białorusi.